# Liste des résolutions du Conseil de sécurité des Nations unies sur le Mozambique
Cet article dresse une liste des résolutions du Conseil de sécurité des Nations unies concernant le Mozambique .

## Mozambique
En forme longue la république du Mozambique, en portugais Moçambique et República de Moçambique
- Résolution 290 : plainte de la Guinée (adoptée le 8 décembre 1970).
- Résolution 322 : question concernant la situation des territoires sous administration portugaise (22 novembre 1972).
- Résolution 374 : admission du Mozambique aux Nations unies (adoptée le 18 août 1975 lors de la 1838e séance).
- Résolution 386 : Mozambique-Rhodésie du Sud (adoptée le 17 mars 1976).
- Résolution 411 : Mozambique-Rhodésie du Sud (adoptée le 30 juin 1977).
- Résolution 782 : Mozambique (adoptée le 13 octobre 1992).
- Résolution 797 : Mozambique (adoptée le 17 décembre 1992).
- Résolution 818 : Mozambique (adoptée le 14 avril 1993).
- Résolution 850 : Mozambique (adoptée le 9 juillet 1993).
- Résolution 863 : Mozambique (adoptée le 13 septembre 1993).
- Résolution 879 : Mozambique (adoptée le 29 octobre 1993).
- Résolution 882 : Mozambique (adoptée le 5 novembre 1993).
- Résolution 898 : établissement d'une de police de l'ONU, composante de l'opération des Nations unies au Mozambique et l'établissement des accords de paix au Mozambique.
- Résolution 916 : extension du mandat de l’opération des Nations unies au Mozambique et l'implémentation de l'accord général de paix au Mozambique.
- Résolution 957 : situation au Mozambique (prorogation ONUMOZ)
- Résolution 960 : situation au Mozambique (approbation des résultats élections)